# Municipio de Knowlton
El municipio de Knowlton (en inglés: Knowlton Township) es un municipio ubicado en el condado de Warren en el estado estadounidense de Nueva Jersey. En el año 2006 tenía una población de 3,180 habitantes y una densidad poblacional de 46 personas por km².

## Geografía
El municipio de Knowlton se encuentra ubicado en las coordenadas 40°55′24″N 75°3′57″O / 40.92333, -75.06583.

## Demografía
Según la Oficina del Censo en 2000 los ingresos medios por hogar en el municipio eran de $63,409 y los ingresos medios por familia eran $72,130. Los hombres tenían unos ingresos medios de $46,250  frente a los $35,326 para las mujeres. La renta per cápita para la localidad era de $24,631. Alrededor del 3.5% de la población estaba por debajo del umbral de pobreza.